# Lago Käbelick
El lago Käbelick (en alemán: Käbelicksee) es un lago situado en el distrito de Llanura Lacustre Mecklemburguesa, en el estado de Mecklemburgo-Pomerania Occidental (Alemania), a una altitud de 62.4 metros; tiene un área de 2.64 hectáreas.
Está ubicado dentro de los límites del Parque nacional Müritz.